# Азо
Азо (Аззо или Аццо, Упоминается под разными именами: итал. Azo, Assolinus, итал. Azzone Soldanus, итал. Azzone dei Porci,  итал. Azone, итал. Azzo, итал. Azzolenus,  итал. Azolino Porcius) — итальянский юрист-глоссатор (конца XII и начала XIII столетия), ученик известного глоссатора Иоанна Вассиана, занимавший кафедру римского права в Болонском университете и привлекавший в свою аудиторию разъяснениями римского и канонического права тысячи слушателей (среди которых был, в частности, Франциск Аккурзий). Самые разнообразные сказания о его жизни и степени учёности стремился примирить Савиньи.
Сочинения Азо после XVI столетия несколько раз перепечатывались и доставили ему славу первоклассного глоссатора. Важнейшие изданы под следующими заглавиями: «Lectura de codice» (Париж, 1577), «Summa», то есть обозрение содержания кодекса и институций (Шпейер, 1482), потом в XVI столетии было 30 изданий «Brocarda», труда, имевшего значение догматики для римского права, то есть извлечения главных юридических положений из Юстиниановой кодификации. «Questiones», весьма ценившиеся его учениками, находившими в них множество важных замечаний, сопоставлений, вопросов — остались в рукописях.